# Estación de Créteil - L'Échat
La estación de Créteil - L'Échat, de su nombre completo Créteil - L'Échat - Hôpital Henri Mondor es una estación del metro de París situada en la comuna de Créteil, al sureste de la capital. Pertenece a la línea 8. 

## Historia
Fue inaugurada el 24 de septiembre de 1973 tras la prolongación de la línea 8 hacia Créteil. 
Situada en Créteil, la estación debe su nombre al barrio de negocios de L'Échat y al hospital Henri Mondor. 

## Descripción
Como casi todo el tramo de Créteil la estación es aérea y compuesta de dos vías y un andén central, más una tercera vía pasante.